# Royal Basket Club Bruxellois
Basket Club Bruxellois (BCB) is een voormalige Brusselse basketbalploeg opgericht in 1941 en aangesloten bij de Koninklijke Belgische Basketbalbond met stamnummer 73. In de beginjaren speelde BCB zoals toen gebruikelijk hun wedstrijden in openlucht op het Joseph Benoît Willemsplein in Laken. Nadien verhuisde de club naar de sportzaal in de Kerkeveldstraat te Laken. BCB speelde onafgebroken in de nationale reeksen tot aan zijn degradatie naar de provinciale reeks in het seizoen 1990/91. Bij het 50-jarig bestaan in 1991 verkreeg de club het predicaat Koninklijk en de naam werd Royal BCB. In het seizoen 1998/99 promoveerde Royal BCB opnieuw naar de nationale reeksen.
In april 2003 ging Royal BCB een fusie aan met Racing Jet Bruxelles (stamnummer 5550) en werd Royal Racing Basket Club Bruxellois (RRBCB).